# Гейденрейх, Екатерина Николаевна
Екатери́на Никола́евна Гейденре́йх (настоящее отчество Никоди́мовна; 23 [11] ноября 1897, Киев, Российская империя — 28 января 1982, Ленинград, СССР) — артистка балета и педагог; основатель и первый художественный руководитель Пермского хореографического училища.

## Биография
Училась с 1906 года на балетном отделении Петербургского театрального училища. С 1915 по — 1936 год танцевала в Санкт-Петербургском Мариинском театре, с 1920 года исполняла сольные партии в классических балетах: фея Сирени, фея Золота («Спящая красавица» П. И. Чайковского), Гамзатти и Уличная танцовщица в балетах Людвига Минкуса «Баядерка» и «Дон Кихот», Повелительница нереид, Царица вод, Царь-девица в балете «Конёк-горбунок» и Рамзея в балете «Дочь фараона» Цезаря Пуни) и другие.
Одновременно с артистической деятельностью в 1925—1941 годах преподавала в Ленинградском хореографическом техникуме (с 1937 года — училище). С 1936 по 1941 годы — педагог-репетитор Ленинградского Малого театра оперы и балета.
Жила в блокадном Ленинграде до 2 апреля 1942 года, когда была арестована по доносу, осуждена на 10 лет с поражением в правах сроком на 5 лет и этапирована на Урал, в Усольский лагерь, находившийся в Соликамске Молотовской области.
5 декабря 1942 года как инвалид была освобождена по Постановлению Верховного суда СССР от 1 августа 1942 года (в 1956 году реабилитирована). В 1943 году возобновила преподавательскую работу в Ленинградском хореографическом училище, находившимся в эвакуации в Молотове. В 1944 году, после снятия блокады, училище вернулось в Ленинград, а Екатерина Гейденрейх, лишённая права покинуть край и въехать в свой родной город, осталась в Молотове руководить созданной при Молотовском театре оперы и балета хореографической студией. В 1945 году, когда студия была преобразована в Молотовское хореографическое училище, Екатерина Гейденрейх стала его первым художественным руководителем, оставаясь на этом посту до 1956 года.
В 1958 году после перерыва более чем в четверть века возобновила для труппы московского Большого театра балет Михаила Фокина на музыку Фредерика Шопена «Шопениана».

## Репертуар
- «Спящая красавица» П. И. Чайковского — Фея Сирени, Фея Золота
- «Баядерка» Л. Минкуса — Гамзатти
- «Дон Кихот» Л. Минкуса — Уличная танцовщица
- «Дочь фараона» Ц. Пуни — Аспиччия, Рамзея
- «Конёк-горбунок» Ц. Пуни — Царь-девица, Повелительница нереид, Царица вод

## Некоторые ученики
- Фея Балабина, заслуженная артистка РСФСР
- Елена Быстрицкая, балетный педагог, заслуженный учитель школы РСФСР[5]
- Галина Исаева, народная артистка РСФСР
- Татьяна Колотильщикова, заслуженная артистка РСФСР
- Ирина Красногорова, заслуженная артистка Украинской ССР
- Вероника Кузнецова, заслуженная артистка Казахской ССР
- Сергей Курлаев, заслуженный артист Латвийской ССР
- Клара Малышева, заслуженная артистка РСФСР, народная артистка Белорусской ССР
- Нина Меновщикова, народная артистка СССР
- Пётр Пестов, балетный педагог, заслуженный артист РСФСР, заслуженный деятель искусств России
- Нинель Пидэмская, балетный педагог, заслуженный деятель искусств РСФСР, заслуженный работник культуры Монголии
- Марианна Подкина, народная артистка РСФСР
- Вера Станкевич, заслуженная артистка РСФСР
- Лидия Уланова, балетный педагог, заслуженный учитель школы РФ, заслуженный деятель искусств Северной Осетии-Алании
- Анатолий Шекера, народный артист Украинской ССР[5].

## Признание
- В 1997 году, к 100-летию со дня рождения Екатерины Гейденрейх, на стене основанного ею Пермского хореографического училища была установлена памятная доска[6].
- В 2000 году балерине посмертно присвоено звание «Выдающийся деятель пермского балета XX столетия».

## Образ в изобразительном искусстве
Образ Екатерины Гейденрейх неоднократно запечатлела в своих пастельных работах Зинаида  Серебрякова: «Портрет  Е. Н. Гейденрейх в красном», «Портрет  Е. Н. Гейденрейх в голубом», «Портрет Е. Н. Гейденрейх» (все — 1923), «Портрет  Е. Н. Гейденрейх в белом парике» (1924).